# Don't Stop the Party
Ne doit pas être confondu avec Don't Stop the Party.
Singles de The Black Eyed Peas
Just Can't Get Enough
(2011) Whenever
(2011)
Pistes de The Beginning
Fashion Beats Do It Like This
Don't Stop the Party est le 3e single de The Black Eyed Peas extrait de l'album The Beginning, sorti le 3 mai 2011.

## Clip vidéo
Le clip rassemble des moments de la tournée brésilienne du groupe. On peut voir les quatre membres chanter et danser sur scène, le public  qui crie, et à un moment on peut voir un fan se ruer vers Fergie, mais vite arrêté par deux agents de sécurité. Autrement, on peut voir les membres du groupe dans leur vie privée : dans une salle de sport, dans leur appartement, dans leur avion... Ainsi que des paysages du Brésil, tels qu'une plage paradisiaque, des montagnes, des gratte-ciels, une plage envahie de parasols et des favelas. Les membres ont également rencontré beaucoup de personnes, tels que des danseuses de carnaval, des danseurs de capoeira, des vendeurs de CD, des DJs, des marines, et même George Lucas, le créateur de la saga Star Wars.

## Formats et liste des pistes
Téléchargement digital
1. Don't Stop the Party – 6:07

 Allemagne CD single
1. "Don't Stop the Party" (radio edit) – 4:00
2. "The Situation" (album version) – 3:47

## Crédits et personnels
- Chanteur – will.i.am, apl.de.ap, Fergie, Jaime Gomez
- Auteur compositeur – will.i.am, apl.de.ap, Fergie, Taboo, Joshua Alvarez, Damien LeRoy
- Réalisateur artistique – will.i.am, DJ Ammo
- Guitare – Alain Whyte
- Synthétiseurs, will.i.am
- Live Bass –  will.i.am

## Classements et certifications
| Classement (2011)                       | Meilleure position |
| --------------------------------------- | ------------------ |
| Australie (ARIA)                        | 16                 |
| Autriche (Ö3 Austria Top 40)            | 25                 |
| Belgique (Flandre Ultratop 50 Singles)  | 6                  |
| Belgique (Wallonie Ultratop 50 Singles) | 3                  |
| Canada (Hot 100)                        | 18                 |
| Tchéquie (IFPI Rádio)                   | 12                 |
| France (SNEP)                           | 3                  |
| Allemagne German Youth Airplay Chart    | 6                  |
| Grèce (IFPI)                            | 7                  |
| Hongrie (Dance Top 40)                  | 15                 |
| Hongrie (Rádiós Top 40)                 | 7                  |
| Irlande (IRMA)                          | 10                 |
| Pays-Bas (Single Top 100)               | 75                 |
| Nouvelle-Zélande (RMNZ)                 | 9                  |
| Pologne (ZPAV)                          | 5                  |
| Pologne (Dance Top 50)                  | 9                  |
| Roumanie (Romanian Top 100)             | 96                 |
| Écosse (OCC)                            | 10                 |
| Slovaquie (IFPI Rádio)                  | 19                 |
| Suisse (Schweizer Hitparade)            | 25                 |
| Royaume-Uni (UK Dance Chart)            | 6                  |
| Royaume-Uni (UK Singles Chart)          | 17                 |
| États-Unis (Billboard Hot 100)          | 86                 |
| États-Unis (Billboard Pop Songs)        | 23                 |
| États-Unis (Billboard Latin Pop Songs)  | 25                 |

| Classement (2011)            | Position |
| ---------------------------- | -------- |
| Autriche (Ö3 Austria Top 40) | 69       |
| France (Top 50)              | 19       |
| Hongrie (Classement Airplay) | 41       |
| Pologne                      | 30       |

| Pays                | Certification |
| Australie (ARIA)    | Platine       |
| Belgique (Ultratop) | Or            |
| Suisse (IFPI)       | Or            |

## Historique de sortie
| Pays       | Date         | Format                  | Label              |
| ---------- | ------------ | ----------------------- | ------------------ |
| Australie  | 9 mai 2011   | Radiodiffusion          | Universal Music    |
| Allemagne  | 24 juin 2011 | CD single               | Universal Music    |
| États-Unis | 28 juin 2011 | Top 40/Mainstream radio | Interscope Records |